# Alia Bhatt
Alia Bhatt, född 15 mars 1993, är en indisk skådespelare som spelar i Bollywoodfilmer. Hon debuterade i Karan Johars romantiska komedi Sudent of the year 2012.

## Familj
Alia Bhatts far är filmregissören Manesh Bhatt och mor skådespelaren Soni Razdan. Hon har en syster Shaheen född 1988 och två halvsyskon, Pooja Bhatt och Rahul Bhatt. Skådespelaren Emraan Hashmi och regissören Mohit Suri är hennes kusiner.

## Filmografi
| År   | Film                      | Roll               | Kommentar                                              |
| ---- | ------------------------- | ------------------ | ------------------------------------------------------ |
| 1999 | Sangharsh                 | Unga Preet Oberoi  | Cameoroll                                              |
| 2012 | Student of the Year       | Shanaya Singhania  |                                                        |
| 2014 | Highway                   | Veera Tripathi     | Också playbacksångerskan får låten Sooha Saha          |
| 2014 | 2 States                  | Ananya Swaminathan |                                                        |
| 2014 | Humpty Sharma Ki Dulhania | Kavya Pratap Singh | Också playbacksångerskan får låten Samjhawan Unplugged |